# Сен-Франсуа-Ксав'єр
Сен-Франсуа-Ксав'єр (англ. St. François Xavier) — сільський муніципалітет в Канаді, у провінції Манітоба.

## Населення
За даними перепису 2016 року, сільський муніципалітет нараховував 1411 осіб, показавши зростання на 13,8%, порівняно з 2011-м роком. Середня густина населення становила 6,9 осіб/км².
З офіційних мов обидвома одночасно володіли 205 жителів, тільки англійською — 1 195, а 10 — жодною з них. Усього 150 осіб вважали рідною мовою не одну з офіційних, з них 5 — одну з корінних мов, а 10 — українську.
Працездатне населення становило 71,4% усього населення, рівень безробіття — 2,6% (3,9% серед чоловіків та 2,6% серед жінок). 83,2% осіб були найманими працівниками, а 16,8% — самозайнятими.
Середній дохід на особу становив $53 912 (медіана $48 896), при цьому для чоловіків — $61 929, а для жінок $45 689 (медіани — $57 259 та $37 632 відповідно).
27,6% мешканців мали закінчену шкільну освіту, не мали закінченої шкільної освіти — 16,1%, 56,7% мали післяшкільну освіту, з яких 30,1% мали диплом бакалавра, або вищий.
| Статево-вікова структура населення | Статево-вікова структура населення | Статево-вікова структура населення | Статево-вікова структура населення | Статево-вікова структура населення |
| ---------------------------------- | ---------------------------------- | ---------------------------------- | ---------------------------------- | ---------------------------------- |
|                                    |                                    |                                    |                                    |                                    |
| Всього                             | Всього                             | 52,1%47,9%                         |                                    |                                    |
| 0 — 14 років                       | 0 — 14 років                       |                                    | 21,2%                              | 21,2%                              |
| 15 — 64 років                      | 15 — 64 років                      |                                    | 66,1%                              | 66,1%                              |
| 65 і більше                        | 65 і більше                        |                                    | 12,7%                              | 12,7%                              |
| 85 і більше                        | 85 і більше                        |                                    | 0,7%                               | 0,7%                               |
| Середній вік (років)               | Середній вік (років)               | 38,438,8                           | 38,6                               | 38,6                               |
| Медіана (років)                    | Медіана (років)                    | 41,040,2                           | 40,6                               | 40,6                               |
| — чоловіки — жінки                 |                                    |                                    |                                    |                                    |

| Походження мешканців:     | Походження мешканців:     | Походження мешканців: | Походження мешканців: | Походження мешканців: |
| ------------------------- | ------------------------- | --------------------- | --------------------- | --------------------- |
| Походження                |                           |                       | осіб                  | %                     |
| Корінні американці        | Корінні американці        |                       | 240                   | 17.58%                |
| Інше північноамериканське | Інше північноамериканське |                       | 425                   | 31.14%                |
| Європейське               | Європейське               |                       | 1 115                 | 81.68%                |
| британське                | британське                |                       | 680                   | 49.82%                |
| французьке                | французьке                |                       | 245                   | 17.95%                |
| українське                | українське                |                       | 220                   | 16.12%                |
| Карибське                 | Карибське                 |                       | 10                    | 0.73%                 |
| Африканське               | Африканське               |                       | 15                    | 1.1%                  |
| Азійське                  | Азійське                  |                       | 30                    | 2.2%                  |

| Зайнятість населення за галузями (за класифікацією NOC): | Зайнятість населення за галузями (за класифікацією NOC): | Зайнятість населення за галузями (за класифікацією NOC): | Зайнятість населення за галузями (за класифікацією NOC): | Зайнятість населення за галузями (за класифікацією NOC): |
| -------------------------------------------------------- | -------------------------------------------------------- | -------------------------------------------------------- | -------------------------------------------------------- | -------------------------------------------------------- |
|                                                          |                                                          |                                                          |                                                          |                                                          |
| Управління                                               | Управління                                               |                                                          | 15,5%                                                    | 15,5%                                                    |
| Бізнес, фінанси та адміністрування                       | Бізнес, фінанси та адміністрування                       |                                                          | 20%                                                      | 20%                                                      |
| Природничі та прикладні науки                            | Природничі та прикладні науки                            |                                                          | 4,5%                                                     | 4,5%                                                     |
| Охорона здоров'я                                         | Охорона здоров'я                                         |                                                          | 7,7%                                                     | 7,7%                                                     |
| Освіта, правозахист, муніципальні та урядові служби      | Освіта, правозахист, муніципальні та урядові служби      |                                                          | 11,6%                                                    | 11,6%                                                    |
| Мистецтво, культура, відпочинок та спорт                 | Мистецтво, культура, відпочинок та спорт                 |                                                          | 1,9%                                                     | 1,9%                                                     |
| Роздрібна торгівля та послуги                            | Роздрібна торгівля та послуги                            |                                                          | 12,3%                                                    | 12,3%                                                    |
| Гуртова торгівля, транспорт та обладнання                | Гуртова торгівля, транспорт та обладнання                |                                                          | 18,7%                                                    | 18,7%                                                    |
| Природні ресурси, сільське господарство                  | Природні ресурси, сільське господарство                  |                                                          | 3,9%                                                     | 3,9%                                                     |
| Виробництво                                              | Виробництво                                              |                                                          | 3,9%                                                     | 3,9%                                                     |

## Клімат
Середня річна температура становить 2,6°C, середня максимальна – 23,8°C, а середня мінімальна – -24,6°C. Середня річна кількість опадів – 547 мм.
| Клімат поселення                              | Клімат поселення | Клімат поселення | Клімат поселення | Клімат поселення | Клімат поселення | Клімат поселення | Клімат поселення | Клімат поселення | Клімат поселення | Клімат поселення | Клімат поселення | Клімат поселення | Клімат поселення |
| Показник                                      | Січ.             | Лют.             | Бер.             | Квіт.            | Трав.            | Черв.            | Лип.             | Серп.            | Вер.             | Жовт.            | Лист.            | Груд.            |                  |
| Середній максимум, °C                         | −11,38           | −7,51            | −0,52            | 10,21            | 18,48            | 23,51            | 23,75            | 22,95            | 17,40            | 10,10            | 0,07             | −9,7             |                  |
| Середня температура, °C                       | −18              | −14,1            | −7,11            | 3,60             | 11,89            | 16,90            | 19,31            | 18,50            | 13,00            | 5,70             | −4,38            | −14,1            |                  |
| Середній мінімум, °C                          | −24,6            | −20,72           | −13,74           | −3               | 5,27             | 10,31            | 14,90            | 14,10            | 8,60             | 1,28             | −8,8             | −18,6            |                  |
| Норма опадів, мм                              | 23               | 16               | 27               | 29               | 58               | 95               | 80               | 72               | 52               | 41               | 29               | 25               |                  |
| Середньомісячна швидкість вітру, м/с          | 4.20             | 4.20             | 4.30             | 4.50             | 4.50             | 4.00             | 3.50             | 3.70             | 4.20             | 4.50             | 4.40             | 4.30             |                  |
| Середньомісячна сонячна радіація, кДж/м²·день | 4298             | 7731             | 12695            | 17239            | 20071            | 21132            | 21765            | 18426            | 12708            | 7573             | 4270             | 3298             |                  |
| --------------------------------------------- | ---------------- | ---------------- | ---------------- | ---------------- | ---------------- | ---------------- | ---------------- | ---------------- | ---------------- | ---------------- | ---------------- | ---------------- | ---------------- |
| Джерело:                                      |                  |                  |                  |                  |                  |                  |                  |                  |                  |                  |                  |                  |                  |